# ReelShort
ReelShort（リールショート）は中国の短尺ドラマ・コンテンツ・プラットフォームで親会社は中文在線（COL Group）。2023年7月のダウンロード数は190万回を超え、年間売上高は600万ドル（約8億8000万円）に上った。累計ダウンロード数は3500万回、2024年上半期の売上高は1.5億ドル（10.87億元）。